# Parintins
Parintins là một đô thị thuộc bang Amazonas, Brasil. Đô thị này có diện tích 5952 km², dân số năm 2007 là 112636 người, mật độ 18,9 người/km².